# Совхоз «Коммунар»
Совхоз «Коммунар» —поселок в Лямбирском районе Мордовии, административный центр  Саловского сельского поселения.

## География
Находится на расстоянии примерно 12 километров по прямой на север-северо-запад от города Саранск.

## История
Основан в 1918 году на землях, до революции принадлежавших князям Беклемишеву и Тимирязеву. 

## Население
Постоянное население составляло 756 человек (русские 84%) в 2002 году, 779 в 2010 году .